# The KLF
The KLF var en brittisk musikgrupp. Den bestod av de båda brittiska konstnärerna och musikerna Bill Drummond och Jimmy Cauty. KLF är mest kända för den dansmusik de gjorde åren 1987–1992. De använde många olika namn, bland annat The Justified Ancients of Mu Mu (The JAM:s) och The Timelords. Efter 1992 uppträdde de som The K Foundation, The One World Orchestra och 2K.

## Kontroversen med Abba
På The JAM:s första album, What The Fuck Is Going On? från 1987, fanns låten "The Queen And I" som samplade stora delar av Abbas "Dancing Queen". Abba tyckte inte om att de hade använt deras låt, och Cauty och Drummond beordrades att dra tillbaka skivan. Cauty och Drummond begav sig då till Sverige i Jimmy Cautys före detta polisbil (en Ford Galaxie som också var med på omslaget av deras första singel, "Doctorin the Tardis" från 1988, när de kallade sig The Timelords) för att tala om saken med Björn Ulvaeus och Benny Andersson. Uppenbarligen lyckades de inte få tag i någon av Abba-medlemmarna, och resan slutade med att de brände de exemplar av skivan som de hade med sig på en åker utanför Södertälje.

## Chill Out
Albumet Chill Out som gavs ut 1990 anses vara upphovet till musikstilen ambient house. Skivan kan ses som ett konceptalbum där temat är en nattlig bilfärd genom den amerikanska sydöstkusten. Ljudeffekter och bakgrundsljud blandas med samplingar av bland andra Elvis Presley, Fleetwood Mac, strupsångare samt egenproducerad musik.

## Storhetstiden
I början av 1990-talet hade KLF stora kommersiella framgångar med singlar som "3 a.m. Eternal", "Last Train to Trancentral", "What Time is Love" (dessa tre betecknades av gruppen som The Stadium House Trilogy) och "Justified & Ancient". Den sistnämnda var ett samarbete med Tammy Wynette. Alla dessa låtar återfinns på albumet The White Room, dock i annan mixning än singlarna. Efter att ha givit ut "3 a.m. Eternal" förklarade gruppen att man inte skulle ge ut någon ny musik, bara nyinspelningar av tidigare utgivna låtar.[källa behövs] Den första i serien blev "America: What Time Is Love?" som spelades in med sång i refrängen av Glenn Hughes.

## Tillbakadragandet och därefter
KLF drog sig officiellt tillbaka från musikbranschen den 5 maj 1992 efter ett spektakulärt uppträdande på BRIT Awards-galan i februari samma år. De framförde där en thrash metal-version av "3 a.m. Eternal" tillsammans med Extreme Noise Terror. När låten var slut tog Bill Drummond fram ett automatvapen och sköt med lösa skott mot publiken. En röst i högtalarsystemet sade att "The KLF have now left the music business". Samtidigt förklarade gruppen att inga skivor med The KLF skulle ges ut under de kommande 23 åren, det vill säga fram till 2015.[källa behövs] Det gällde dock inte de skivor som givits ut under licens utanför Storbritannien.
I november 1993 spelade man tillsammans med Röda Arméns kör in låten "Que Sera, Sera (Whatever Will Be, Will Be)" under titeln "K Sera Sera". Skivan skulle ges ut först när världsfred inträtt, men den gavs ut i en begränsad utgåva i Israel och Palestina för att uppmärksamma deras fredsframsteg.
Strax före millennieskiftet kom plötsligt en nyinspelning av "What Time Is Love?" ut, denna gång med titeln "***k the Millennium" under namnet 2K. Samtidigt gav gruppen ett 23 minuter långt uppträdande där de åkte omkring i elrullstolar på scenen.

## Mytologi
Namnet Mu i namnet The Justified Ancients of Mu Mu syftar på en kontinent som enligt gruppen någon gång ska ha sjunkit i Stilla Havet.
Gruppen arbetade aktivt för att bygga en mytologi kring sig själva, och hämtade mycket inspiration från Robert Anton Wilson och Robert Sheas Illuminatus!-trilogi. I böckerna fanns bland annat anarkistgruppen The Justified Ancients Of Mummu.

## Diskografi (i urval)

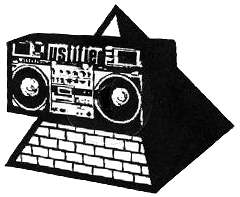
Kopyright Liberation Front / KLF Communications Logo

### Studioalbum
- Chill Out (1990)
- The White Room (1991)

### Samlingsalbum
- The What Time Is Love Story (1990)
- The White Room/Justified & Ancient  (1991)
- Remix Collection (1992)
- The Commercial, Vol. 1 (1992)
- Underground, Vol. 2 (1992)
- Commercial Box (1993)
- Underground (1993)
- Live & Remixes (1993)
- Ultra Rare Trax  (1991)